# Мак-Кінлі Прайс
Мак-Кінлі Ленард Прайс (англ. McKinley Lenard Price; нар. 10 березня 1949) — американський політик і лікар-стоматолог, діючий мер міста Ньюпорт-Ньюс, штат Вірджинія. Незалежний, поточний термін повноважень Прайса закінчується 31 грудня 2022 року.

## Кар'єра
Прайс закінчив середню школу Колліса П. Хантінгтона в 1967 році та Гемптонський інститут у 1971 році, перш ніж служити в армії Сполучених Штатів як офіцер. У 1972 році він був з почестями звільнений у запас у званні першого лейтенанта. Прайс навчався в Стоматологічному коледжі Університету Говарда, після чого проходив ординатуру із загальної анестезії в лікарні Провіденс у Балтіморі.
Під час пандемії COVID-19 Прайс допомагав, заохочуючи людей робити щеплення та сам роблячи щеплення.

## Особисте життя
Прайс є членом братства Alpha Phi Alpha. Одружений з Валері Скотт Прайс, вчителькою на пенсії, яка 30 років працювала в системі державних шкіл Ньюпорт-Ньюс. Разом вони мають двох дітей.